# Виктор Шейман
Виктор Владимирович Шейман (на беларуски: Віктар Уладзіміравіч Шэйман) е беларуски генерал-майор (1999) и министър.

## Биография
Роден е в 1958 година в село Солтанишки във Вороновски район на Гродненска област, СССР. Завършва Благовешченското висше танково командно училище и Академията на Министерството на вътрешните работи на Беларус.
Военната си служба прекарва в ВДВ, като участва в Афганистанската война. В 1990 г. като майор, началник-щаб на въздушно-десантно подразделение е избран за депутат във Върховния съвет на БССР от XII свикване от Бресткия-Южен избирателен окръг № 105 от Брестка област.
От 1990 до 1994 г. е депутат във Върховния съвет, секретар на Комисията на Върховния съвет по въпросите на националната сигурност, отбраната и борбата с престъпността. От 1994 година е активен привърженик на президента Александър Лукашенко. На 5 август 1994 г. с указ на № 24 на президента е създаден Съвет за сигурност на Република Беларус, а с указ на № 25 Шейман е назначен за негов държавен секретар.
На 10 август 1994 г. с указ на Президента № 39 е създадена колегия на Министерството на отбраната на Република Беларус, а Шейман става неин член. След два дни с указ № 47 е създадена и колегия на Министерството на вътрешните дела, като Шейман отново е включен в състава ѝ.
От 16 до 20 декември 1995 г. след освобождаването на Юрий Захаренко от длъжността министър на вътрешните работи, Шейман е изпълняващ длъжността министър на вътрешните работи на Беларус и председател на колегията на МВР.
На 27 ноември 2000 г. с указ № 620 е освободен от длъжността Държавен секретар на Съвета за сигурност, помощник на Президента по въпросите на националната сигурност, а на следващия ден е назначен за главен прокурор на страната, пост на който остава до 29 ноември 2004 г. От 29 ноември 2004 до 4 януари 2006 г. е ръководител на Президентската администрация.
От 23 декември 2005 г. е ръководител на инициативната група по издигането на Лукашенко за кандидат-президент, както и ръководител на неговия предизборен щаб по време на президентските избори през 2006 г. От 20 март 2006 г. е назначен за Държавен секретар на Съвета за сигурност.
Шейман е съпредседател на беларуско-венецуелската съвместна комисия на високо равнище

## Чинове и звания
- 6 декември 1996 г. – генерал-майор[2] (в запас от 27 ноември 2000 г.) [3]
- 28 ноември 2000 г. – държавен съветник по правосъдието от II клас[4]
- 25 ноември 2004 г. – държавен съветник по правосъдието от I клас[5]
- 29 ноември 2004 г. – висш клас служещ от държавния апарат [6]

## Награди
- Орден на Отечеството II степен (2003)[7]
- Орден на Отечеството III степени (1998) [8]
- Орден Червено значе (1986, връчен 2002 г.)[9]
- Орден Трудово червено знаме[10]
- Орден Червена звезда
- 2 медала За храброст

## Критика
Именно по негова инициатива с решение на съда е закрит главният оппозиционен вестник „Свобода“. Беларуската опозиция и международните правозащитни структури го представят за организатор на така наречените „ескадрони на смъртта“, на които се приписват убийства на лидерите на организираната престъпност, премахване на ръководителите на опозицията и изчезването на оператора на руския телеканал ОРТ Дмитрий Завадски, който е и личен кореспондент на Александър Лукашенко. През април 2006 г. САЩ и страните от Европейския съюз забраняват влизането на Виктор Шейман на тяхна територия.